# Samopomoc (partia)
Samopomoc (ukr. Самопоміч lub Політична партія «Об’єднання САМОПОМІЧ») – ukraińska partia polityczna o profilu chrześcijańsko-demokratycznym i proeuropejskim.

## Historia
Samopomoc została zarejestrowana 29 grudnia 2012, powstała we Lwowie z inicjatywy mera tego miasta Andrija Sadowego na bazie stworzonej przez niego w 2004 regionalnej organizacji pozarządowej o takiej samej nazwie. Zyskała popularność i rozpoznawalność dzięki aktywności jej przywódcy w okresie wydarzeń Euromajdanu. Andrij Sadowy odmówił wejścia do utworzonego przez środowiska opozycyjne w lutym 2014 rządu. W kwietniu jego partia wystartowała w wyborach samorządowych w Kijowie, wprowadzając do rady miejskiej 5 swoich reprezentantów.
Samopomoc zdecydowała się na samodzielny starcie w przedterminowych wyborach do Rady Najwyższej VIII kadencji. Wystawiła relatywnie nieliczną listę krajową (około 60 osób), w ramach której jej lider wpisał się dopiero na 50. miejsce. Zapleczem ugrupowania stali się eksperci z organizacji Reanimacyjny Pakiet Reform oraz dowódcy batalionu „Donbas”. Listę krajową otworzyli dziennikarka Hanna Hopko oraz komendant Semen Semenczenko. Znaleźli się na niej w ramach zawartego porozumienia także przedstawiciele stronnictwa Wola, m.in. jej lider Jehor Sobolew.
Partia stopniowo zyskiwała w badaniach opinii publicznej. Ostatecznie w głosowaniu z 26 października 2014 partia otrzymała blisko 11,0% głosów, zajmując trzecie miejsce, co przy uwzględnieniu wysokiego poparcia zostało uznane za wyborczą niespodziankę. Ugrupowanie otrzymało 32 mandaty z listy krajowej, wprowadziło też jednego swojego przedstawiciela w okręgu jednomandatowym. Partia dołączyła do koalicji rządowej współtworzącej powołany po wyborach gabinet Arsenija Jaceniuka, który zakończył urzędowanie w kwietniu 2016.
W 2019 partia nie przekroczyła wyborczego progu (otrzymała 0,6% głosów), wprowadziła jednego posła w okręgu większościowym. W tym samym roku na czele ugrupowania stanęła Oksana Syrojid.